# Cotoneaster morrisonensis
Cotoneaster morrisonensis là loài thực vật có hoa trong họ Hoa hồng. Loài này được Hayata mô tả khoa học đầu tiên năm 1915.